# کتش

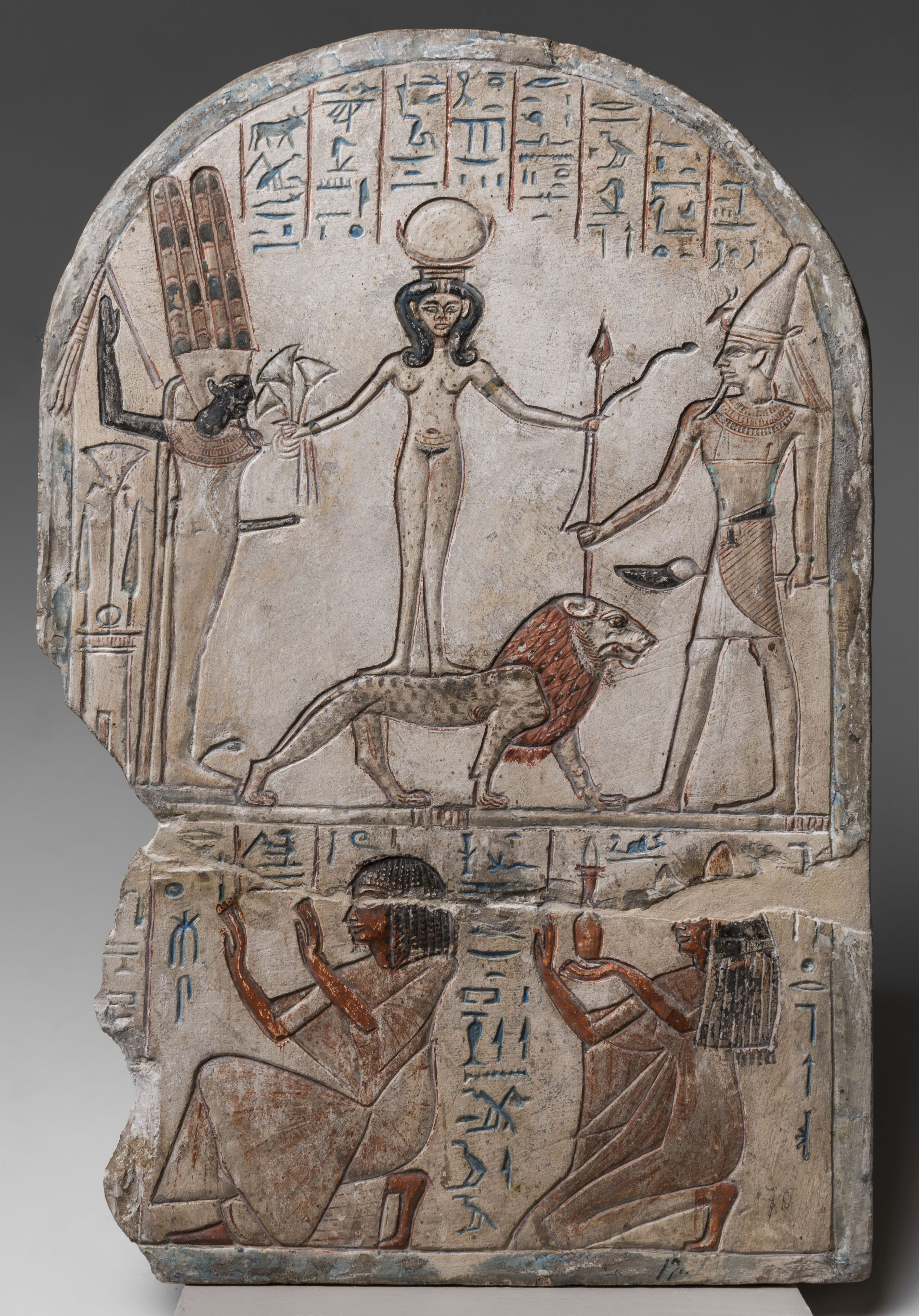
نگاره‌ای از کتش در دودمان نوزدهم مصر (۱۲۹۲–۱۱۸۶ پیش از میلاد) در موزه مصرشناسی تورین

کتش (به انگلیسی: Qetesh) ایزدبانو مصر باستان از دین کنعان می‌باشد، که در دوران پادشاهی نوین مصر محبوب بوده‌است و یک الهه باروری و لذت جنسی می‌باشد.

## نام
احتمالاً مصریان کتش را به عنوان کاتیشا از ریشه سامی قدس به معنی «مقدس» می‌شناختند.

## نمایندگی
در ستون سنگی یادبود کتش، او برهنه بر روی یک شیر بین مین ورشف قرار دارد که در یک دستش مار و در دست دیگر  گل نیلوفر دارد. 

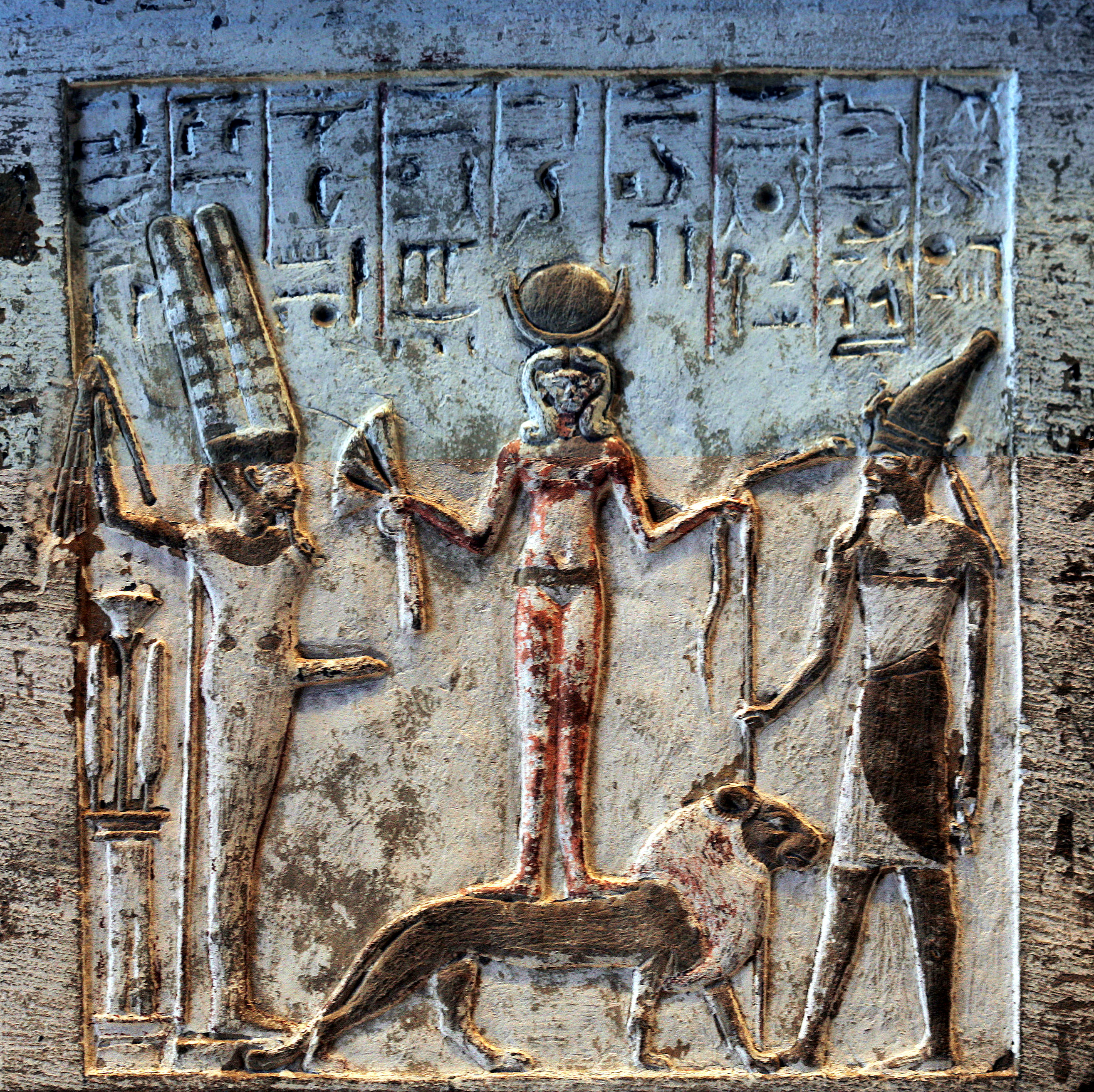
کتش بین مین و رشف

او با آنات، آستارته و اشراه همراه است. او همچنین دارای عناصر مرتبط با الهه‌های مینوسی‌ها، در کرت، و برخی الهه کاسی از تجارت فلزات در قلع، مس و برنز بین لوتال و دیلمون می‌باشد. 

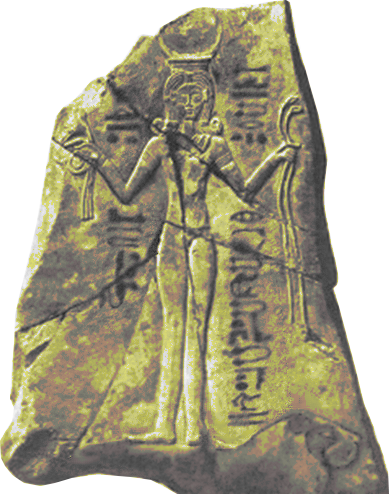
کتش

## القاب
او را به معشوقه تمام خدایان، بانوی ستارگان آسمان، معشوقه پتاح، معشوقه‌ای از ستاره"، و "چشم رع نیز می‌شناختند. کدشو (به انگلیسی: Qadshu) نیز به عنوان یک لقب برای الهه مادر کنعانیان بوده‌است.